# Deltaplan

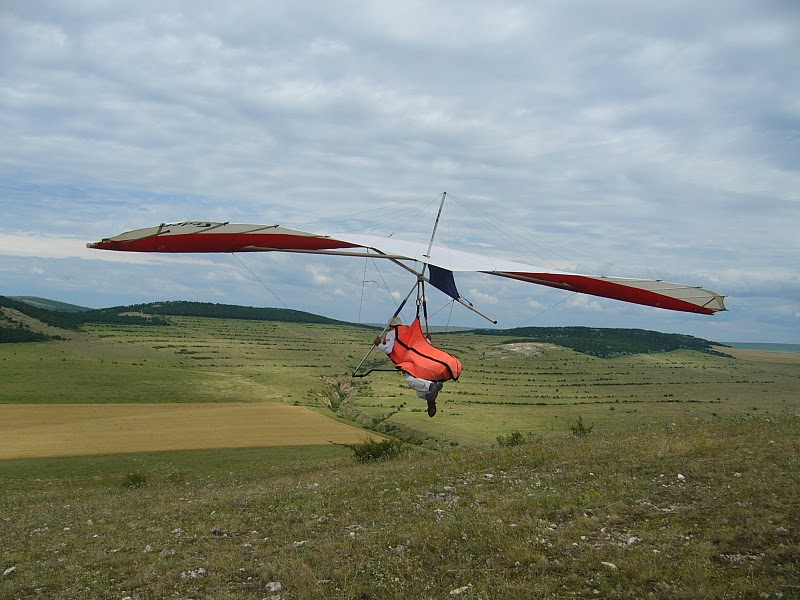
Decolare cu deltaplanul

Deltaplanul este o aeronavă în care pilotul zboară atârnat în ham. Decolarea se face prin alergare pe panta de zbor sau prin remorcaj iar pilotajul se efectuează prin schimbarea poziției corpului.
Deltaplanele cântăresc cu aproximație între 25 și 35 de kilograme și sunt demontabile. Astfel, ele pot fi ținute în spații mici, lungimea unui deltaplan demontat poate fi de 4 sau 6 metri.
Deltaplanele sunt de o mare diversitate, de la cele de școală până la deltaplane de performanță
Un zbor cu deltaplanul poate dura ore întregi, în zbor în patrulare la pantă (în curent dinamic) sau se poate câștiga înălțime în curent termic (în termică). Urcarea în termică, la nori sau în termică albastră (atunci când nu se formează nori Cumulus) permite să faci zbor de distanță. 

## Construcție deltaplan
Deltaplanul se compune din două mari elemente: voalura și structura de rezistență.
Deși performanțele deltaplanelor diferă foarte mult, totuși ele au în general, aceleași elemente constructive. 
1. Structura de rezistență 
1.1 Țevi de duraluminiu: 
- Borduri, travers, chila. Rolul acestora este de a asigura forma deltaplanului. Traversul poate fi fix sau flotant;
- Doi montanți, bara de comanda. Rol: montanții împreuna cu bara de comanda formează trapezul, acesta folosește pentru pilotaj;
- Turn. Rol: împreuna cu cablurile superioare susțin aripile deltaplanului la sol.

1.2 Cabluri din inox (hobanaj): superioare și inferioare. Cablurile inferioare denumite și "de zbor" folosesc în pilotaj și totodată, în aer, limitează deplasarea bordurilor, traversului și a chilei.
Cablurile sunt trecute prin cose și eclise și se prind prin sertizare cu inele din cupru sau aluminiu.
1.3 Elemente de îmbinare: din tabla de duraluminiu, plăci inox, șuruburi inox. 
Îmbinările deltaplanului sunt: nasul (partea din fața unde se îmbina chila cu bordurile), îmbinarea bord-travers, inima (locul unde se îmbina chila cu traversul, turnul și montanții, totodată locul unde se găsește acroșarea pilotului). Piulițele sunt de tip nylon stop sau normale (în acest caz trebuie sa fie siguranțate).
1.4 Lateuri. Țevi din duraluminiu sau PVC cu rolul de a asigura profilul aripii deltaplanului. La deltaplanele de școala sunt numai pe extrados și au un profil ușor curbat sau sunt drepte.
Lateurile se introduc în buzunare cusute la intradosul voalurii.

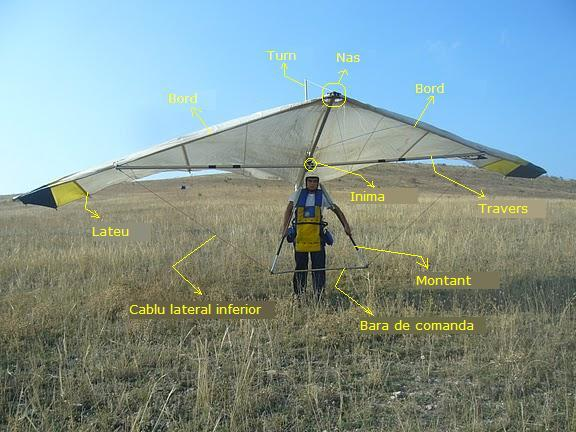
Elemente constructive deltaplan, vedere fața
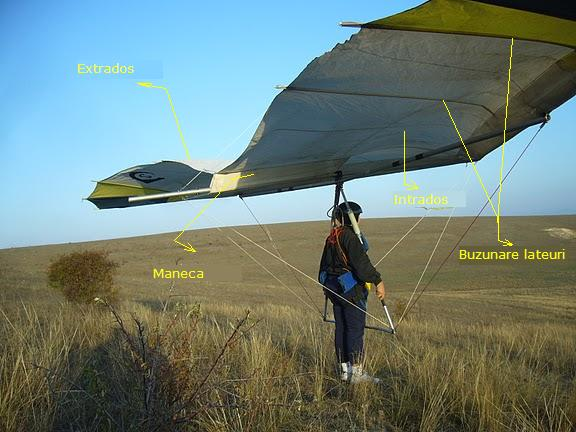
Elemente constructive deltaplan, vedere laterală
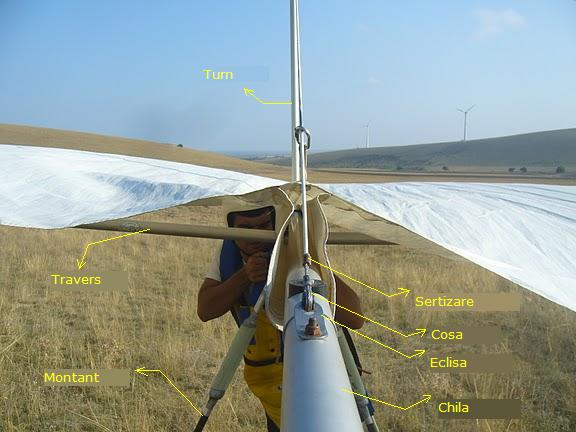
Elemente constructive deltaplan, vedere spate
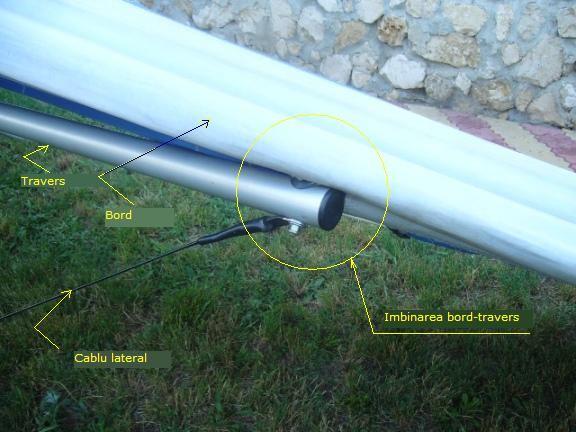
Îmbinare bord-travers
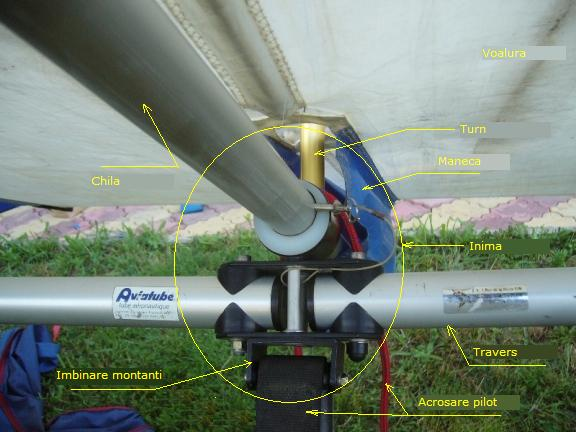
Inima deltaplanului

Forțele care acționează pe țevile deltaplanului sunt:
La sol:
- turnul la compresiune (susține greutatea aripilor);
- traversul la încovoiere (datorită construcției deltaplanului);
- bordurile la torsiune (la capătul de aripă voalura este prinsă de bord și solicită bordul în jos datorită greutății voalurii).

În zbor:
- chila la încovoiere (extremitățile chilei sunt acționate în sus de mânecă și voalura de la nas, mijlocul chilei este tras în jos de greutatea pilotului);
- montanții la compresiune;
- bara de comandă la întindere (datorită cablurilor laterale care trag în sus datorită forței de portanță a aripilor);
- bordurile la încovoiere (datorita forței portante de pe aripă) și torsiune (datorita voalurii prinse la capătul de aripa);
- traversul la încovoiere (datorită forței portante a aripii transmise prin îmbinarea bord-travers).

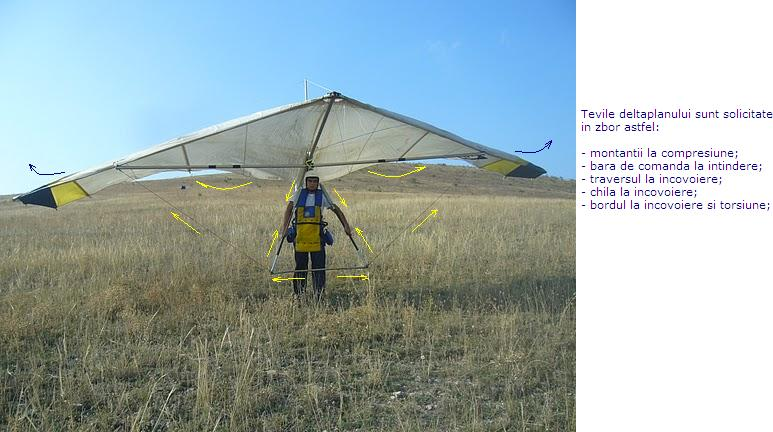
Forțe ce acționează pe deltaplan, vedere fața
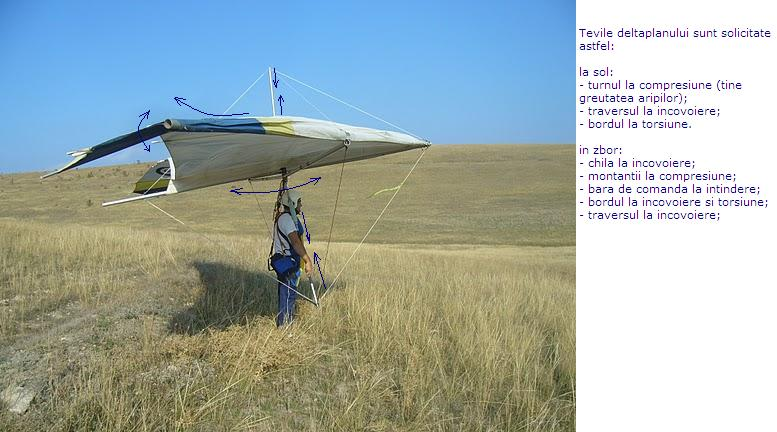
Forțe ce acționează pe deltaplan, vedere laterală

2. Voalura 
Voalura este confecționată din pânză de dacron și are rolul de a asigura forța de portanță necesară zborului.
2.1 Extrados. Reprezinta partea de deasupra aripii; 
2.2 Intrados. Este partea de dedesubt a aripii; 
2.3 Mâneca. Are rolul de asigura prinderea voalurii de chilă; 
2.4 Buzunare pentru lateuri. Sunt transversale pe voalură, cusute la intradosul acesteia. 

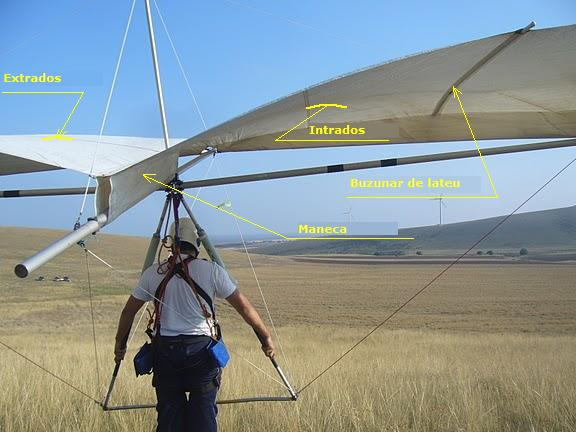
Elemente constructive ale voalurii

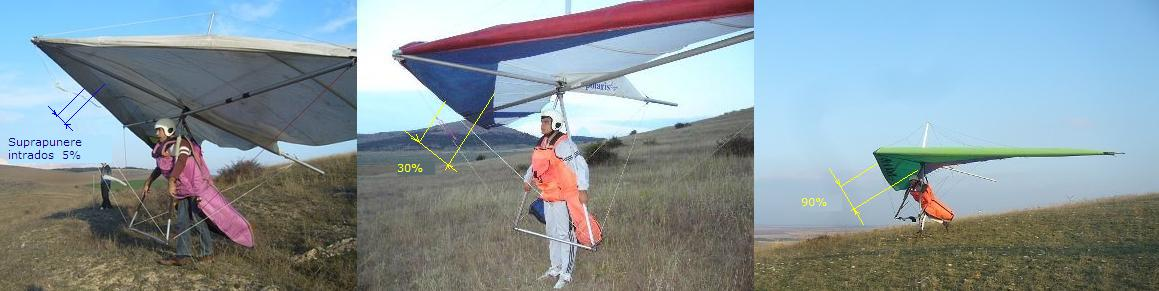
Suprapunere intrados la voalura de deltaplan

O caracterisitică a voalurii este suprapunerea intradosului peste extrados, măsurată în procente. 
Cu cât suprapunerea este mai mare cu atât profilul va fi mai aerodinamic și aripa va avea performanțe mai bune. 
Deltaplanele de școală au o suprapunere cuprinsă între 5–30 % în timp ce deltaplanele de performanță pot ajunge până la 100 %.
3. Termeni constructivi 
Anvergura reprezintă lungimea aripii măsurată între extremitățile aripii. Se notează cu litera b, anvergura are valoare constantă;
Profunzimea este lățimea aripii măsurată între bordul de atac și bordul de fugă. Este variabilă în lungul anvergurii, valoarea maximă este în dreptul chilei, pe centrul aripii deltaplanului;
Capătul aripii reprezintă extremitatea aripii și este locul unde voalura se prinde la bord prin intermediul unui șurub inox de 6 mm;
Lobi - aripa deltaplanului este flexibilă, în zbor datorită forței de portanță (distribuită pe aripa) se deformează. Deltaplanele de școală au lobii mai mari pentru a fi mai stabile în zbor; 
Bord de atac este partea din fata a deltaplanului, format din țeava bordului care trece prin voalură; 
Bord de fugă este partea din spate a voalurii deltaplanului; 
Unghi la nas este unghiul format de țevile bordului la îmbinarea din nas. La deltaplanele de școală este de aproximativ 90 grade sau puțin mai mult. La deltaplanele de performanță poate ajunge la 130 grade.